# Den lille Rødhætte
Den lille Rødhætte (fransk Le petit chaperon rouge) er et europæisk folkeeventyr med usikker oprindelse. I Tyskland, Sverige og Danmark er brødrene Grimms version mest kendt; men den tidligste trykte version af eventyret fra 1697 er på fransk og skrevet af Charles Perrault, som også var den, der udstyrede pigen med en rød hætte. Ifølge professor Jack Zipes’ samling af Rødhætte-historier fra 1993, The Trials and Tribulations of Little Red Riding Hood, findes der 147 trykte versioner af eventyret. De stammer fra ulige verdensdele og spænder fra det religiøse til det humoristiske (hvor Rødhætte undslipper ved at sige til ulven, at hun må på toilettet).

## Perraults version
Dette er den ældste nedskrevne version af eventyret, og en del af Perraults samling Gåsemors historier. Eventyr var på mode ved Ludvig 14.s hof, men måtte pyntes lidt på. Således er pigen hos Perrault "den kønneste, der nogen gang er set". Hendes mor elsker hende overmåde højt; bedstemoren elsker hende endnu højere. Moren får syet en rød hætte til datteren, og den klæder hende så godt, at hun får navn efter den. En dag får hun besked af sin mor om at bringe sin bedstemor nogle kager og en potte smør, for den gamle er blevet syg. På vejen møder hun en sulten ulv, og da han spørger hende, hvor hun skal, forklarer hun ham, hvor hendes bedstemor bor. Han tager så den korteste vej derhen, mens Rødhætte vælger en omvej. Ulven banker på hos hendes bedstemor, efterligner pigens stemme, finder bedstemoren i sengen og æder hende. Da Rødhætte ankommer, ligger han pænt i sengen og lader, som om han er hendes bedstemor. Pigens undrende spørgsmål ("Hvorfor har du så store øjne?" "Det er for at se dig bedre.") kulminerer i "Hvorfor har du så store tænder, bedstemor?" "For bedre at kunne æde dig." Hvad ulven så også gør.
Moralen, der udledes, er, at det kan være farligt at tale med fremmede:
Der findes ulve med manér
som venligt på sit bytte ser,
som synes tamme og gentile
- men under pelsen er de vilde.
I 1700-tallet var Perraults eventyr enerådende; men da Ludwig Tieck skrev et skuespil over eventyret, dukker en jæger op, som Rødhætte har mødt på vejen, men som kommer for sent til at frelse hende. Hos Tieck har ulven forklædt sig i bedstemors nathue, og dette påfund dukker også op hos Doré, da han i 1860 illustrerede Perraults eventyr, hvor nathuen slet ikke er nævnt.
Perraults udgivelse kan ses på baggrund af ulveangreb i Frankrig der omkring udgivelsen toppede i antal.

## Grimms version
Da Jeanette Hassenpflug (1791 – 1860) fortalte eventyret til brødrene Grimm i Kassel i 1812, var det blevet til, at ulven lokker Rødhætte væk fra stien; og det er bedstemor, der har givet hende den røde hætte, mens gaven er kager og vin i stedet for kager og smør. Desuden lagde Hassenpflug en ny slutning til, lånt fra eventyret om ulven og gedekiddene. Sådan blev Perraults kompromisløse slutning efterhånden fortrængt af brødrene Grimms, hvor Rødhætte ikke lægger sig i sengen hos ulven; derimod hopper han ud på gulvet og sluger hende. Jægeren kommer dog til og sprætter ulvens mave op, så Rødhætte og derefter bedstemor kan hoppe ud; derpå fyldes ulvemaven med stene og sys til, før ulven vågner. Da er han blevet så tung, at han dør af det. – Med alle sine udbroderinger er Grimms version en tredjedel længre end Perraults. Moralen er dog den samme, for Rødhætte siger til sig selv: "Jeg skal aldrig igen gå fra stien ud i skoven, når min mor har sagt, at jeg skal lade være." 
Margrethe Munthes norske barnesang om Rødhætte ender sådan:
Jamen tænk du, så kom der en jæger forbi.
Han skød ulven i selvsamme sekund.
Han sprætted’ op maven, og så var de fri
- det var grueligt heldigt i grund’.
Moralen understreges hos Grimm ved en tilføjelse, hvor Rødhætte ved en anden anledning tiltales af endnu en ulv, som vil lokke hende væk fra stien. Men denne gang er hun klogere og går lige hen til sin bedstemor, som straks låser døren. Snart efter banker ulven på og lader, som om han er Rødhætte. De åbner ikke, og ulven hopper op på taget. Han planlægger at følge efter Rødhætte, når hun skal hjem om aftenen. Men bedstemor får Rødhætte til at fylde vand fra pølsekogning op i et stort trug. Duften får den sultne ulv til at strække sig, til han taber balancen og falder ned i truget og drukner.

## Folkeeventyret
I folkeeventyret - som på fransk kaldtes Historien om bedstemor og blev indsamlet i Nièvre i 1885, men udgivet af Paul Delarue først i 1951 - har pigen ingen rød hætte, og frelses ikke af en forbipasserende jæger som hos brødrene Grimm. I denne mundtlige overlevering, som Perrault byggede på, møder pigen en bzou, moderne fransk loup-garou (på dansk en varulv). Hun møder ham i et vejkryds, hvor varulven spørger hende, om hun tager Synålevejen eller Knappenålvejen. Hun har bestemt sig for Synålevejen. "Godt," siger varulven, "så tager jeg Knappenålvejen." Den lille pige morer sig med at plukke synåle op, så varulven når først hen til bedstemoren, dræber hende, sætter noget af hendes kød i spisekammeret, og en flaske blod på en hylde. Da den lille pige ankommer, sætter varulven kødet og "vinen" (bedstemors blod) frem til hende. En lille kat advarer hende, men til ingen nytte. Varulven beder så pigen om at klæde sig af og lægge sig i sengen hos ham. Da hun spørger, hvor hun skal gøre af sit tøj, siger han, at hun kan smide det ind i ilden, da hun ikke mere vil få brug for det. I sengen forundres pigen over, hvor håret og bredskuldret bedstemor er blevet. Da varulven forklarer sin store mund med, at han så bedre kan æde hende, får hun hastværk med at sige, at hun må "udenfor" en tur. Det tillader han under tvivl, men binder en uldtråd til hendes ene fod. Udenfor fæster hun tråden til et blommetræ og flygter. Varulven forstår, at han er blevet narret, og løber efter hende. Snart kan pigen høre ham på stien bag hende. Heldigvis når hun frem til en dyb flod. Nogle sypiger sidder ved bredden og arbejder. Hun beder dem om hjælp til at komme over, og sypigerne breder en dug over floden og strammer tøjet til en bro, så den forfulgte pige kommer trygt over vandet. Nu når også varulven frem til floden, og beder sypigerne om hjælp til at komme over. Igen breder de en dug over vandet, men da varulven er nået halvvejs over, slipper de stoffet, og han styrter ned i floden og drukner.
Fortællingens indslag af kannibalisme tyder på, at den er meget gammel, og har fungeret som et pubertetsrituale. For selv at blive voksen, må den lille pige tage noget af den voksne kvinde op i sig. Varulven repræsenterer hendes møde med seksualiteten, hvor hun ved at vogte sig.
Italo Calvino har medtaget en version fra Abruzzo i sin samling af italienske historier fra 1956. Her kaldes historien Den falske bedstemor; for i stedet for en varulv, er det her en sulten troldkone, der har forklædt sig som pigens bedstemor. Ligesom i det franske folkeeventyr tilbydes pigen et rædselsvækkende måltid, hvor bønnerne, der simrer i gryden, i virkeligheden er tænder, mens kødet i stegepanden er ører. Calvino trak i tvivl, at historien oprindeligt var italiensk, og mente, den var opstået efter læsning af Perraults og Grimms eventyr. Men Abruzzo-historien rummer tydelige elementer fra gammel folkelig overlevering, såsom det kannibalistiske måltid og pigens evne til selv at planlægge sin flugt og gennemføre den ved et påskud om at skulle "udenfor".
Et populært folkeeventyr i Japan, Kina, Korea og andre dele af Østasien er kendt som Tigerbedstemoren. Her deler en søskendeflok seng med en tiger eller et uhyre udklædt som deres bedstemor. Da børnene hører, at den yngste af dem bliver ædt, beder de den skyldige om at måtte gå "udenfor". På samme måde som Rødhætte undslipper de. Et eventyr fra det midtre og sydlige Afrika beretter om en pige, der angribes af et monster, der efterligner hendes brors stemme. I nogle versioner skæres offeret ud af monsterets mave i live, som Rødhætte i brødrene Grimms version.

## Trivia
Den svenske folkevise Jungfrun i blå skogen (= Jomfruen i den blå skov) har et lignende tema.
Charles Dickens kaldte Rødhætte "sin første kærlighed".